# Залесски, Жан
Жан Залесски (мальт. Jean Zaleski; имя при рождении — Жан Бусуттил; 11 апреля 1920 — 2 мая 2010) — мальтийская художница, которая провела большую часть своей взрослой жизни в Соединенных Штатах Америки. Её работы появлялись на нескольких выставках в США и на Мальте.

## Биография
Жан Бусуттил родилась в Биркиркаре, самая младшая из 11 детей. В возрасте 8 лет вместе со своей семьей она эмигрировала в Соединенные Штаты Америки.

## Образование и награды
Залесски училась на художника в Соединенных Штатах в Филадельфийском колледже искусств и дизайна Мура, а также в Нью-Йорке в институте Пратта, школе дизайна Парсонса и лиге студентов-художников. В 1986 году она получила премию Сьюзен Энтони в области живописи от национальной организации женщин и была приглашена президентом Джимми Картером в Белый дом в составе делегации из пяти женщин-художников в 1975 году.

## Работы
Картины Залесски были представлены на выставках при её жизни и активно представляются после её смерти.